# Sozialverein B37
Der Sozialverein B37 bietet seit dem Jahr 1988 wohnungslosen Menschen in Linz Wohnmöglichkeit und Betreuung.
Als 1988 die Heilsarmee Linz verließ, kaufte die Stadt Linz das Gebäude, der Verein mietete das Objekt an und führte es als Wohnungslosenheim an dessen Standort in der Bethlehemstraße 37 weiter. Heute ist die Arbeit des Vereins geprägt von multidisziplinärer, klientenzentrierter Sozialarbeit in Zusammenarbeit mit anderen Einrichtungen.
Der Vorstand des Sozialvereins B37 ist mit Vertretern der Stadtpolitik und -verwaltung sowie Fachleuten aus dem Sozialbereich besetzt. Die Finanzierung erfolgt wesentlich über das Land Oberösterreich.
Im Jahr 2024 wurden im Gesamtverein rund 132.000 Nächtigungen verzeichnet.
In zehn Einrichtungen in Linz bemühen sich multidisziplinäre Teams um menschenwürdige Existenzbedingungen für an den Rand der Gesellschaft geratene Frauen und Männer.
Der Sozialverein B37 betreibt folgende Einrichtungen:
- PSWB – Psychosoziales Wohnheim. Übergangswohnheim in der Bethlehemstraße 37 für psychisch und physisch kranke wohnungslose Menschen.
- ALOA – Aktiv leben ohne Alkohol. Wohnheim für Frauen und Männer, welche eine Entwöhnungsbehandlung abgeschlossen haben oder anstreben.[3]
- SCHU – Übergangswohnheim. Das Übergangswohnheim in der Schumannstraße hilft – sozusagen als „Sprungbrett“ für einen Neustart – den Zeitraum bis zum Beziehen eigenen Wohnraums zu überbrücken.
- NOWA – Notschlafstelle mit 59 Betten zur Versorgung und Betreuung von akut-wohnungslosen Menschen.
- OBST – Outreachwork. Das Team von OBST leistet Sozialarbeit für akut-wohnungslose Menschen im Linzer Stadtgebiet.
- MOWO – Die Mobile Wohnbetreuung bietet Unterstützung und Begleitung um im eigenen oder vom Sozialverein B37 zur Verfügung gestellten Wohnraum selbstständig zu leben.
- TAGO – Tagesstruktur – Werkstatt-Einrichtung in der Fichtenstraße bietet den Betreuten die Möglichkeit, ihre Freizeit mit kreativen Arbeiten unter fachlicher Anleitung zu gestalten. Shop in der Goethestraße 23.
- PSD – Der psychologische Dienst betreut und begleitet Klienten des Sozialvereins B37 in schwierigen Lebenssituationen oder bei psychischen Problemen u. a. durch psychologische Diagnostik, Krisenintervention und Coaching.
- ABS – Alkoholberatungsstelle Linz.  Die Beratungsstelle dient als erste Anlaufstelle zur Auseinandersetzung mit dem Thema Alkohol. Neben Information, Beratung und Begleitung wird unter anderem auch die Möglichkeit einer Angehörigen- und Bezugspersonenberatung angeboten sowie eine moderierte Selbsthilfegruppe und Themenabende.
- NEST - Niederschwellige Einrichtung für Suchtthematik. Niederschwellige Wohnversorgung für Menschen mit problematischem Konsum illegalisierter Substanzen und gefährlichen Konsummustern.

## Weblink
- Offizielle Webpräsenz des Sozialvereins B37